# Leopoldo Serrano y Domínguez
Leopoldo Serrano y Domínguez (Madrid, 28 de diciembre de 1868 - ibídem, 7 de febrero de 1916) fue un militar y político español. Comandante de Infantería, subsecretario de la Presidencia del Consejo de Ministros, del Tribunal de Cuentas, Senador del Reino, Gobernador civil y Caballero de la Orden de Calatrava.

## Biografía
Era quinto hijo de Francisco Serrano y Domínguez, primer duque de la Torre. Estuvo casado con María Gayangos y Díez de Bulnes en 1891, hija de don José Gayangos y Urell y de su esposa, doña María del Rosario Díez de Bulnes y Espinosa de los Monteros, marquesa de Monte-Olivar. 
Diputado por el partido Liberal (1907), y senador por la provincia de Almería en tres ocasiones: 1907-1908, 1908-1909 y 1909-1910, encasillado por su ascendiente familiar y sus relaciones con el poder central.
En el campo social, fue vocal de la «Sección de Propaganda y Recursos» del primer consejo nacional de la asociación escultista Exploradores de España («boy scouts españoles»).